# Jeanne Guyon
Jeanne-Marie Bouvier da Motte-Guyon, também conhecida por Madame Guyon, (Orléanais,13 de abril de 1648 - 9 de junho de 1717) foi uma autora religiosa francesa e foi perseguida e acusada de defender o quietismo, mesmo sem nunca ter se considerado como tal. Quando o quietismo foi considerado herético pela Igreja Católica Romana, ela foi presa de 1695 a 1703 depois de publicar seu livro Um Método Curto e Muito Fácil de Oração.

## Biografia
Guyon era filha de Claude Bouvier, um procurador do tribunal de Montargis, a 110 quilômetros do sul de Paris e a 70 quilômetros a leste de Orléans. Ao longo de sua infância, esteve constantemente doente e sua educação foi negligenciada. Seus primeiros anos fora passados entre o convento e a casa de seus pais abastados, tendo se mudado nove vezes em dez anos. Seus pais eram pessoas muito religiosas e lhe deram uma educação especialmente piedosa. Leitora das obras de São Francisco de Sales e de certas freiras, suas professoras, ela sonhava em ser freira antes do casamento.
Em 1664, quando tinha 15 anos, depois de recusar outras propostas, ela foi forçada a se casar com um rico cavalheiro de Montargis, Jacques Guyon, que tinha na altura 38 anos. Durante seus 12 anos de casamento, Guyon conta que sofria nas mãos de sua sogra. Além da miséria, ele teve de lidar com as mortes da meia-irmã, seguidas pela mãe e pelo filho. Sua filha e seu pai morreram alguns dias um do outro em julho de 1672. Guyon manteve sua devoção a Deus e acreditava que ela seria abençoada por sofrer. Ela teve outro filho e filha pouco antes da morte do marido em 1676. Após um casamento infeliz (no qual ela teve cinco filhos, dos quais três sobreviveram), Madame Guyon tornou-se viúva com apenas 28 anos.
Durante esse período, Guyon foi apresentada a ideias místicas e não convencionais dentro da igreja pelo padre François La Combe, um barnabita por quem foi instruída.

## Percurso

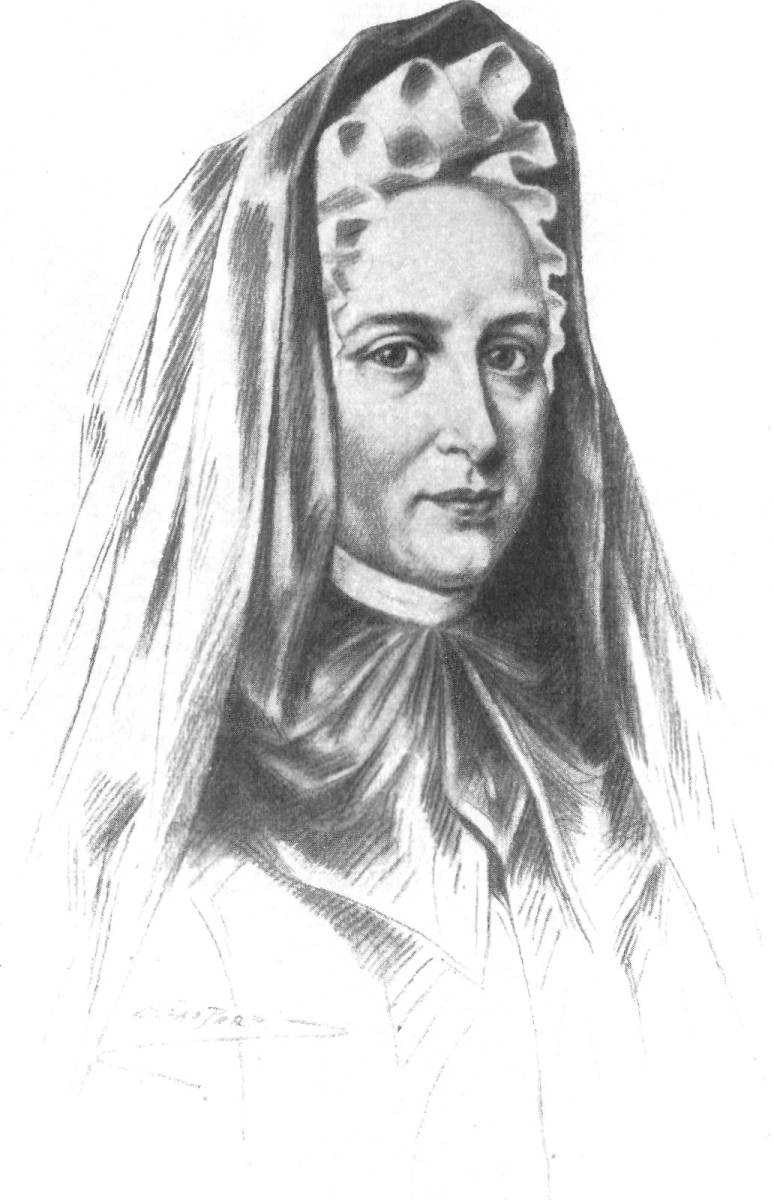
Senhora Guyon

Após a morte do marido, Madame Guyon inicialmente viveu em silêncio como era expectável de uma viúva rica em Montargis. Em 1679, ela restabeleceu o contato com François La Combe, o superior da casa Barnabita em Thonon, em Savoy.
Depois de uma experiência mística em 1680, Madame Guyon se mudou para Genebra , onde o bispo da cidade, Jean d'Arenthon d'Alex, convenceu-a a usar seu dinheiro para estabelecer uma casa para os novos católicos em Gex, Savoy, como parte de planosmaiores para converter protestantes da região. Em julho do mesmo ano, Madame Guyon deixou Montargis com sua filha e viajou para Gex.
O projeto era problemático, no entanto, e Madame Guyon entrou em conflito com as freiras encarregadas da casa. O bispo de Genebra enviou o padre La Combe para intervir. Nesse período, Guyon apresentou La Combe a um misticismo da interioridade. Enquanto sua filha estava em um convento de Ursuline em Thonon como aposentada, Madame Guyon continuou em Gex, passando por doenças e grandes dificuldades, incluindo a oposição de sua família ao seu trabalho como mecenas. Ela entregou a guarda de seus dois filhos à sogra e se despediu de seus bens pessoais, embora mantendo uma anuidade considerável para si mesma.
Por causa de suas idéias sobre misticismo, o bispo de Genebra, pediu que ela deixasse sua diocese e também expulsou o padre Lacombe, que se mudou para Vercelli.
Madame Guyon retornou à França e ficou em Grenoble, onde espalhou suas convicções religiosas mais amplamente com a publicação de seu livro "Maneira Curta e Fácil de Orar" em janeiro de 1685. Mais um vez, Guyon foi expulsa da cidade pelo bispo, o que a fez se reunir novamente com o padre Lacombe. Em julho do ano seguinte, a dupla retornou a Paris, onde Madame Guyon estava prestes a ganhar adeptos graças a suas ideias teológicas consideradas místicas. Nessa altura em França, Luís XIV, que recentemente se esforçara para condenar o quietismo de Molinos em Roma, não ficou satisfeito em ver o trabalho da dupla em sua própria capital porque acreditava que se assemelhava com as ideias de Molinos. Assim sendo, o Rei dá ordem de prisão apra Lacombe, que é trancado na Bastilha e depois nos castelos de Oloron e de Lourdes . A prisão de Madame Guyon, adiada por doença, seguida em 29 de janeiro de 1688, foi causada, segundo ela, pelo padre de La Motte, seu irmão e um barnabita.
Ela ficou presa por sete meses e foi liberta apenas quando fez uma retratação formal sobre o conteúdo de seus livros aos teólogos locais. Alguns dias depois, ela conheceu, em Beyne, na casa de campo da duquesa de Béthune-Charrost, seu primo, François Fénelon, que seria o mais famoso de seus apoiantes.
Com ajuda de Fenelon, a influência de Madame Guyon alcançou e influenciou os círculos religiosos mais poderosos na corte - os Beauvilliers, os Chevreuses, os Montemarts - que seguiram sua orientação espiritual. Pessoas influentes como a consorte Madame de Maintenon foram conquistadas pelas ideias de Guyon. No auge de sua carreira, Fénelon foi nomeado em 18 de agosto de 1688 para ser o tutor do duque da Borgonha, neto do rei. Quando o bispo de Chartres, soube das ideias propagadas por Guyon ele a adverte Madame de Maintenon, que procurou conselheiros que foram unânimes em rejeitar as idéias de Madame Guyon. Madame Guyon pediu um exame de sua conduta e de seus escritos por juízes civis e eclesiásticos. O rei consentiu que seus escritos fossem submetidos ao julgamento de Bossuet, Louis-Antoine, cardeal de Noailles e de Tronson, superior da Sociedade de Saint-Sulpice .
Após um certo número de conferências secretas realizadas em Issy, os comissários apresentaram em 34 artigos os princípios do ensino católico vigente quanto à espiritualidade (quatro desses artigos foram sugeridos por Fénelon, que em fevereiro foi nomeado para o arcebispado de Cambrai ). Mas, em 10 de outubro de 1694, o arcebispo de Paris, que fora excluído das conferências em Issy, antecipou seus resultados condenando os trabalhos publicados de Madame Guyon. Ela, temendo outra prisão, refugiou-se por alguns meses em Meaux. Depois de colocar em suas mãos a submissão assinada aos 34 artigos de Issy, ela voltou secretamente a Paris . Em Paris, a polícia, no entanto, a prendeu em 24 de dezembro de 1695 primeiro em Vincennes, depois em um convento em Vaugirard, e depois na Bastilha, onde em 23 de agosto de 1699 ela novamente assinou uma retratação de suas teorias e prometeu abster-se de espalhá-las ainda mais. A partir de então, ela não participou pessoalmente de discussões públicas, mas a controvérsia sobre suas idéias só aumentou entre Bossuet e Fénelon.
Madame Guyon permaneceu presa na Bastilha até 21 de março de 1703, quando, após mais de sete anos de seu cativeiro final, foi morar com o filho em uma aldeia na diocese de Blois. Lá, ela passou cerca de quinze anos cercada por uma corrente de peregrinos, muitos da Inglaterra e da Escócia, e passando seu tempo escrevendo volumes de correspondência e poesia. Ela continuou a ser reverenciada pelos Beauvilliers, pelos Chevreuses e Fénelon, que nunca deixavam de se comunicar com ela sempre que havia intermediários seguros e discretos. Entre os peregrinos, Milord Chewinkle ficou em Blois com Guyon por 7 anos. Um visitante, Pierre Poiret, publicou muitas das obras de Guyon.
Uma de suas maiores obras, publicada em 1717 por Pierre Poiret  "Ame Amante de son Dieu, representée dans les emblems de Hermannus Hugo sur ses pieux desirs",  apresenta sua poesia escrita em resposta às impressionantes e populares imagens de emblemas do jesuíta Herman Hugo e o mestre flamenco Otto von Veen.  A própria Guyon afirma que levou esses emblemas para a Bastilha.

## Opiniões religiosas
Na disputa cristã sobre graça e obras, Guyon defendeu a crença de que a salvação é o resultado da graça e não as obras. Como Santo Agostinho, Santo Tomás de Aquino, Calvino e Martin Luther, ela pensava que a libertação de uma pessoa só pode vir de Deus como uma fonte externa, nunca de dentro da própria pessoa. Como resultado de seu próprio livre arbítrio, Deus concede seu favor como um presente. No entanto, de acordo com o ateu Schopenhauer, descrevendo essa controvérsia, "se fossem obras, oriundas de motivos e intenções deliberadas, que levaram ao estado de bem-aventurança, então, por mais que se revele, a virtude seria sempre apenas uma prudente, metódica, agora – vendo o egoísmo. ... Obras ... nunca podem justificar, porque são sempre uma ação de motivos. " Em sua autobiografia, por exemplo, Madame Guyon criticado auto – justos que tentam ganhar o céu através de suas obras. Ela louvou pecadores humildes que simplesmente se submeteram à vontade de Deus. Sobre os chamados justos, ela escreveu: "a pessoa justa, apoiada pelo grande número de obras de justiça que ele presume ter feito, parece ter sua salvação em suas próprias mãos e considera o céu como a recompensa por seus méritos. . … Seu Salvador é, para ele, quase inútil. "Essas 'pessoas justas' esperam que Deus as salve como recompensa por suas boas obras." Em contraste com os egoístas auto-suficientes e "justos", os pecadores que se submeteram abnegadamente a Deus "são levados rapidamente pelas asas do amor e da confiança para os braços de seu Salvador, que lhes dá gratuitamente o que Ele mereceu infinitamente por eles. "  As "recompensas de Deus são efeitos de Sua vontade, e não os frutos de nossos méritos".

## Legado
Em 1704, seus escritos foram publicados na Holanda, onde se tornaram populares. Muitos ingleses e alemães a visitaram em Blois, entre eles Johann Wettstein e Lord Forbes. Passou o resto da vida aposentada com a filha, a Marquesa de Bois, em Blois, onde morreu aos 69 anos, acreditando que havia morrido submissa à Igreja Católica, da qual nunca teve nenhuma intenção de fazê-lo.
Seus trabalhos publicados, Moyen Court e Règles des associées à l'Enfance de Jesus, foram ambos colocados no Index Librorum Prohibitorum em 1688. O Maximes des saints de Fénelon também foi condenado pelo Papa e pelos bispos da França na altura.
Um manuscrito anônimo do século XVIII, escrito à mão em francês, intitulado "Suplemento à vida de Madame Guyon" existe na Bodleian Library da Universidade de Oxford  e apresenta muitos detalhes novos sobre o Grande Conflito que cercava Madame Guyon.

## Obra
- Vie de Madame Guyon, Ecrite Par Elle-Même (Vida de Madame Guyon, escrito por ela mesma)
- 3 vols, Paris, 1791
- A Autobiografia de Madame Guyon, tr Thomas Taylor Allen, (Londres, 1897)
- De La Motte Guyon, Jeanne Marie Bouvier. Autobiography of Madame Guyon. Moody Press. Chicago: [s.n.] ISBN 9781150106705. OCLC 16978800  De La Motte Guyon, Jeanne Marie Bouvier. Autobiography of Madame Guyon. Moody Press. Chicago: [s.n.] ISBN 9781150106705. OCLC 16978800  De La Motte Guyon, Jeanne Marie Bouvier. Autobiography of Madame Guyon. Moody Press. Chicago: [s.n.] ISBN 9781150106705. OCLC 16978800
- La Vie de Madame Guyon é escrita por elle -me, ed. Benjamin Sahler, (Paris: Dervy-Livres, 1983).
- Opuscules spirituels ( Opuscules espirituais ),
- 2 vols, Paris, 1790
- Les Torrents Spirituels ( Torrents Espirituais ), (1682)
- Les Torrents et Commentaire in Cantique des Cantiques de Salomon, ed Claude Morali, (Grenoble: J Millon, 1992)
- Le Moyen Court et Autres Écrits Spirituels ( O método curto e fácil de oração ), (1685)
- Comentário da Cantora das Cantoras de Salomão ( Um comentário sobre o cântico de Salomão ), (1688)
- O Cântico dos Cânticos de Salomão, com explicações e reflexões sobre a vida interior de Madame Guyon, trad. James W Metcalf, (Nova York: AW Dennett, 1879).
- Les Torrents et Commentaire in Cantique des Cantiques de Salomon, ed Claude Morali, (Grenoble: J Millon, 1992)
- Comentários sobre Livre de Job (1714)
- Remunerações associadas à Garantia de Jesus
- Guyon, Jeanne "Ame Amante do filho Dieu, representada nos emblemas de Hermannus Hugo sobre seus desejos" (Pierre Poiret, Colônia, 1717)

Edições modernas
- Madame Guyon, poemas selecionados de Madame Guyon . ed. Li Jili, Prefácio de Kelli M. Webert, TiLu Press, 2012; (versão ebook).
- Seleções da Autobiografia de Madame Guyon, (New Canaan, CT: Keats Publishing, Inc. ), ISBN 0-87983-234-7
- O tribunal de Moyen e outros escritos espirituais, ed. Marie-Louis Gondal (Grenoble: J Millon, 1995)
- A paixão de croire, ed. Marie-Louis Gondal, (Paris: Nouvelle Cité, 1990) [uma antologia de trechos dos escritos de Madame Guyon]
- Este artigo incorpora texto  (em inglês) da Encyclopædia Britannica (11.ª edição), publicação em domínio público.
- Antoine Degert (1913). "Jeanne-Marie Bouvier da Motte-Guyon"   . Em Herbermann, Charles (ed.). Enciclopédia Católica . Nova York: Robert Appleton Company.

Este artigo incorpora texto da Catholic Encyclopedia (1913), uma publicação agora de domínio público.

### Publicações biográficas em inglês
- Nancy C. James, "Divine Love Volume 1", Publicações de Pickwick (16 de abril de 2019) ISBN 978-1532662799
- Nancy C. James, "Universo apocalíptico de Jeanne Guyon", Pickwick Publications (14 de março de 2019) ISBN 978-1532662829
- Nancy C. James, "Fé interior de Jeanne Guyon", Pickwick Publications (4 de fevereiro de 2019) ISBN 978-1532658693
- Nancy C. James, "A visão cristã do mundo de Jeanne Guyon", Pickwick Publications (1 de novembro de 2017) ISBN 978-1532605000
- Nancy C. James, "O Caminho do Menino Jesus", (Madame Guyon Foundation, 2015) ISBN 978-0986197109
- Nancy C. James, "Eu, Jeanne Guyon", (Semeadores, Seed 2014) ISBN 978-0-9778033-9-2
- Nancy C. James, Madame Guyon Completa (Paraclete Giants) - (Paraclete Press, 2011) ISBN 978-1-55725-923-3
- Nancy C. James, Os Ensinamentos Espirituais de Madame Guyon - Incluindo traduções para o inglês de seus escritos (Edward Mellen Press, 2007) ISBN 0-7734-5289-3
- Coslet, Dorothy Madame Jeanne Guyon: Criança de outro mundo, (Christian Literature Crusade, 1984), ISBN 0-87508-144-4
- Thomas Cogswell Upham, Vida, opiniões religiosas e experiência de Madame Guyon (Nova York, 1854)
- Patricia A Ward, 'Madame Guyon (1648-1717), em Carter Lindberg, ed, The Pietist Theologians, (Malden, MA: Blackwell, 2005).
- Phyllis Thompson, "Madame Guyon: Mártir do Espírito Santo", Hodder Christian Paperbacks, 1986 London, ISBN 0340 40175 3    .
- Patricia A Ward, teologia experimental na América: Madame Guyon, Fénelon e seus leitores (Waco, TX: Baylor University Press, 2009).
- Jan Johnson, Madame Guyon: sua autobiografia (condensada e modernizada) (Jacksonville, FL: Seedsowers, 1998). ISBN 978-0979751523 ISBN   978-0979751523

- Henri Delacroix, Études sur le mysticisme [Estudos sobre misticismo] (Paris, 1908).
- Louis Guerrier, Madame Guyon, na vida, na doutrina e na influência do filho (dissertação de Paris, 1881), revisada por Brunetière, Nouvelles Études critiques [New Critical Studies], vol. ii.
- Françoise Mallet-Joris, Jeanne Guyon. (Paris: Flammarion, 1978). ISBN 2-08-064076-3 ISBN   2-08-064076-3
- Louis Cognet, Crépuscule des Mystiques (Paris: Desclée, 1958). [a maior parte da cet ouvrage devenu classique porte sur vecu de Madame Guyon avant 1695].
- Françoise Mallet-Joris, Jeanne Guyon, (Flammarion, 1978). [viver a localização da vida na Cour, etc. ]
- Pierre-Maurice Masson, Fénelon e Mme Guyon, documentos nouveaux et inédits (Paris: Hachette, 1907).
- Jean Orcibal, Le Cardeal Le Camus, no processo de Madame Guyon (1974), pp.   799-818   ; Madame Guyon, devant ses juges (1975), pp.   819-344; "Introdução a Jeanne Marie Bouvier da Mothe-Guyon: les Opuscules spirituels" (1978), pp.   899–910, em Estudos de História e Literatura Religiosa (Paris: Klincksieck, 1997).
- Madame Guyon, Rencontres autour of the Vie et l'œuvre de Madame Guyon, (Grenoble: Millon, 1997). [contribuições dos melhores especialistas]
- Marie-Louise Gondal, Madame Guyon, 1648-1717, un nouveau visage (Paris: Beauchesne, 1989). [reprender [L '] Acte mystique, Témoignage spirit de Madame Guyon (1648-1717), Thèse de doctorat en theologie   : Faculdades católicas de Lyon   : 1985].
- Os Anjos de Nossa Senhora Guyon, Empregos e interrogatórios na Roi Très Chrétien, (Paris: Honoré Champion, 2009). [Documents biographiques rassemblés and presentes cronologiquement by Dominique Tronc, Estudo por Arlette Lebigre].
- Dominique Tronc http://www.cheminsmystiques.fr/ENGLISH/guyon.html#_ftnref35